# Veižas
Veižas (jinak také Veržas) je řeka na západě Litvy, okrese Šilutė, zčásti (dolní tok) na území Regionálního parku Němenské delty, pravý přítok ramene říční delty řeky Němenu Rusnė, vlévá se 32,8 km od jejího ústí.

## Průběh toku
Veižas pramení ve vsi Mediškiemiai, 3 km na jihovýchod od městysu Katyčiai a dále teče regulovaným korytem na jih. U obce Ulozai se vlévají zleva dva přítoky a řeka se stáčí na jihozápad, u obce Stubriai se stáčí na severozápad a od Šliauniů teče opět na jihozápad, protéká obcemi Usėnai, Žemaitkiemis a u Šilininků se vlévá do ramene říční delty řeky Němenu Rusnė 32,8 km od jejího ústí. Dolní tok se někdy také nazývá Senutė (význam litevského slova senutė je stařenka). Řeka je regulována v úsecích od pramene do Stubriů a od Žemaitkiemisu až k ústí. Do řeky se vlévá asi 14 bezejmenných přítoků (potoků).
Celková plocha řeky je 17,6 ha, průměrný spád je 188 cm/km. Řeku překlenuje více než 10 železobetonových mostů. Za vlády Sovětů byla u ústí Veiže postavena přečerpávací stanice, která z Veižského polderu přečerpává vodu do řeky.